# Apache Shiro
Az Apache Shiro (kiejtve "sheeroh", japán szó a kastélyra) egy nyílt forráskódú szoftver biztonsági keretrendszer, amely a következőket nyújtja: autentikáció, authorizáció, titkosítás és munkamenet kezelés. Shiro-t arra tervezték, hogy ösztönösen, könnyen használható legyen, ugyanakkor robusztus biztonsági funkciókat is biztosítson.

## Története
A Shiro elődjét, a JSecurityt 2004-ben alakította meg Les Hazlewood és Jeremy Haile, mivel nem talált megfelelő Java biztonsági keretrendszert, amely alkalmazás szinten is jól használható és csalódtak a JAAS-ban. 2004 és 2008 között JSecurity a SourceForge-on volt található és a résztvevők listája kibővült a következőkkel: Peter Ledbrook, Alan Ditzel, Tim Veil.
2008-ban a JSecurity projektet beadták az Apache Software Foundation(ASF)-hoz, és elfogadták az inkubátor programban való részvételt a mentorok által vezetve, azért hogy a projekt magas szintű Apache projektté válhasson.
Az ASF inkubátorában a Jsecurity-t átnevezték, először Ki-re (kiejtve Key), majd nem sokkal azután közösségi döntés alapján Shiro-vá, a trademark vonatkozások miatt. Shiro kastélyt jelent japán nyelven.
A projekt folytatta növekedését az Apache inkubátor alatt, Kalle Korhonen csatlakozott a projekthez. 2010 júliusában, a Shiro közösség kiadta a hivatalos 1.0-s verziót, stabilitási periódusnak jelölve a kódbázisban. Az 1.0-s kiadás után a Shiro közösség felállította a Projekt Menedzsment Tanácsot és megválasztotta a Les Hazlewood-t elnöknek. 2010. szeptember 22-én Shiro az Apache Software Foundation magas szintű projektjévé ( angolul Top Level Project - TLP) vált.

## Kiadások
- v1.2.3, 2014-02-25 (legfrissebb kiadás)
- v1.2.2, 2013-05-15
- v1.2.1, 2012-07-28
- v1.2.0, 2012-01-24
- v1.1.0, 2010-11-01

A projekt tovább gyarapszik.

## Fordítás
Ez a szócikk részben vagy egészben  az   Apache Shiro című angol Wikipédia-szócikk ezen változatának fordításán alapul.  Az eredeti cikk szerkesztőit annak laptörténete sorolja fel. Ez a jelzés csupán a megfogalmazás eredetét és a szerzői jogokat jelzi, nem szolgál a cikkben szereplő információk forrásmegjelöléseként.